# Smicridea simmonsi
Smicridea simmonsi är en nattsländeart som beskrevs av Oliver S. Flint Jr. 1968. Smicridea simmonsi ingår i släktet Smicridea och familjen ryssjenattsländor. Inga underarter finns listade i Catalogue of Life.